# Donji Stoliv

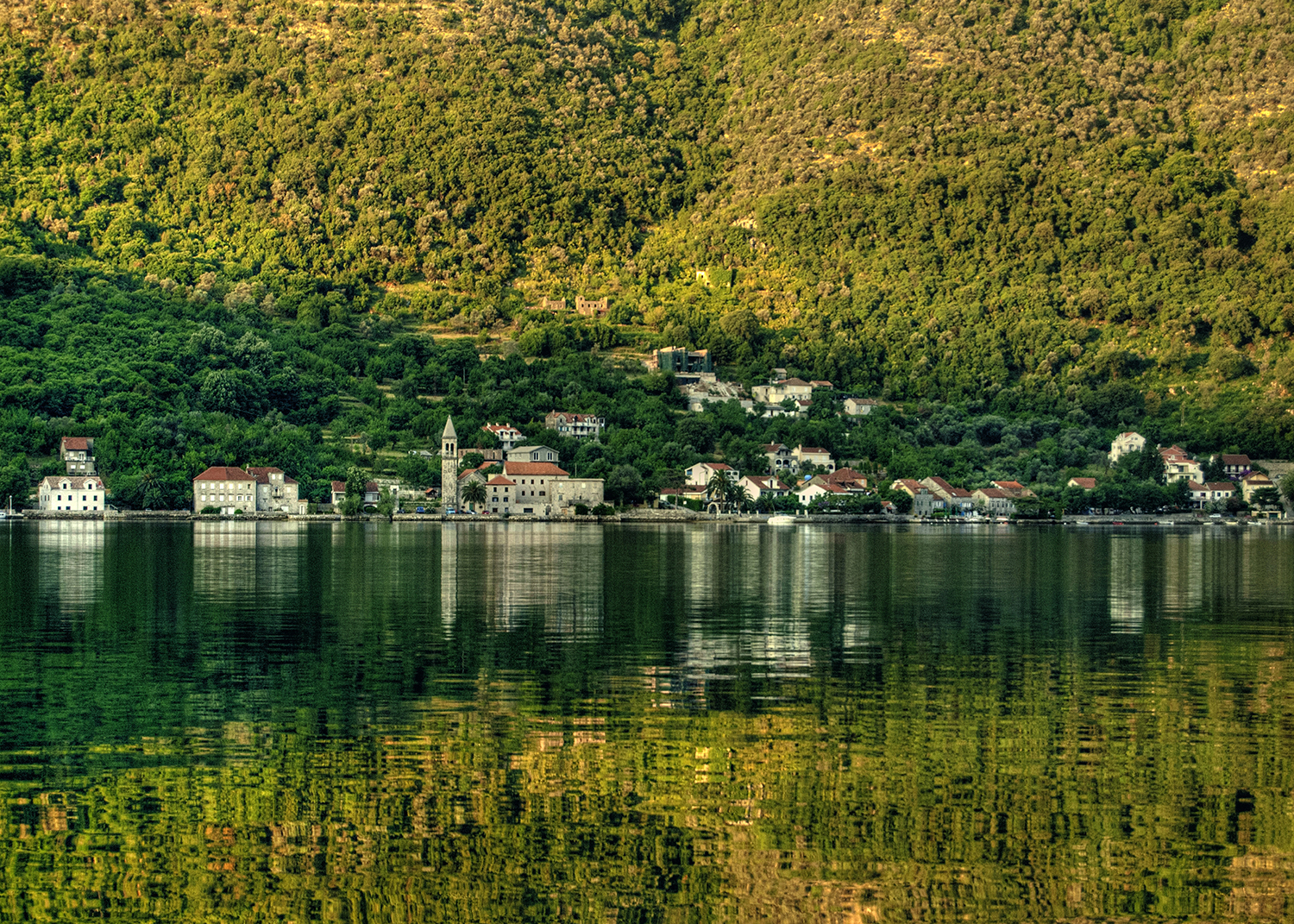
Donji Stoliv

Donji Stoliv är ett samhälle i Montenegro. Det ligger i den sydvästra delen av landet, 50 km väster om huvudstaden Podgorica. Donji Stoliv ligger 65 meter över havet och antalet invånare är 354.
Terrängen runt Donji Stoliv är bergig norrut, men söderut är den kuperad. Havet är nära Donji Stoliv åt sydväst. Runt Donji Stoliv är det ganska glesbefolkat, med 48 invånare per kvadratkilometer. Närmaste större samhälle är Herceg Novi, 14,3 km väster om Donji Stoliv. 